# Me Oh My
Me Oh My je první studiové album velšské hudebnice Cate Le Bon, vydané v říjnu 2009. Jde o první album vydané společností Irony Bored hudebníka Gruffa Rhyse. Původně vyšlo na na CD a audiokazetě, v roce 2015 jej vydala americká společnost The Control Group s odlišným obalem na gramofonové desce. Nahráno bylo ve studiu Signal Box v Cardiffu a produkoval jej Krissie Jenkins. Na předchozím EP Cate Le Bon zpívala velšsky, toto album je nazpívané kompletně v angličtině; původně mělo obsahovat jednu píseň ve velštině, ale nakonec byla vyřazena.

## Seznam skladeb
Autorkou všech písní je Cate Le Bon.
| Pořadí         | Název                     | Délka |
| -------------- | ------------------------- | ----- |
| 1.             | Me Oh My                  | 3:47  |
| 2.             | Sad Sad Feet              | 3:35  |
| 3.             | Shoeing the Bones         | 3:40  |
| 4.             | Hollow Trees House Hounds | 3:33  |
| 5.             | It's Not the End          | 3:23  |
| 6.             | Terror of the Man         | 4:39  |
| 7.             | Eyes So Bright            | 4:10  |
| 8.             | Digging Song              | 3:03  |
| 9.             | Burn Until the End        | 3:30  |
| 10.            | Out to Sea                | 2:36  |
| Celková délka: | Celková délka:            | 35:34 |

## Obsazení
- Cate Le Bon
- Huw Evans
- Krissie Jenkins
- Megan Childs
- Peter Alan Richardson
- Siôn Glyn
- Stephen Black